# Kapelle Maria Hilf (Dornbirn)

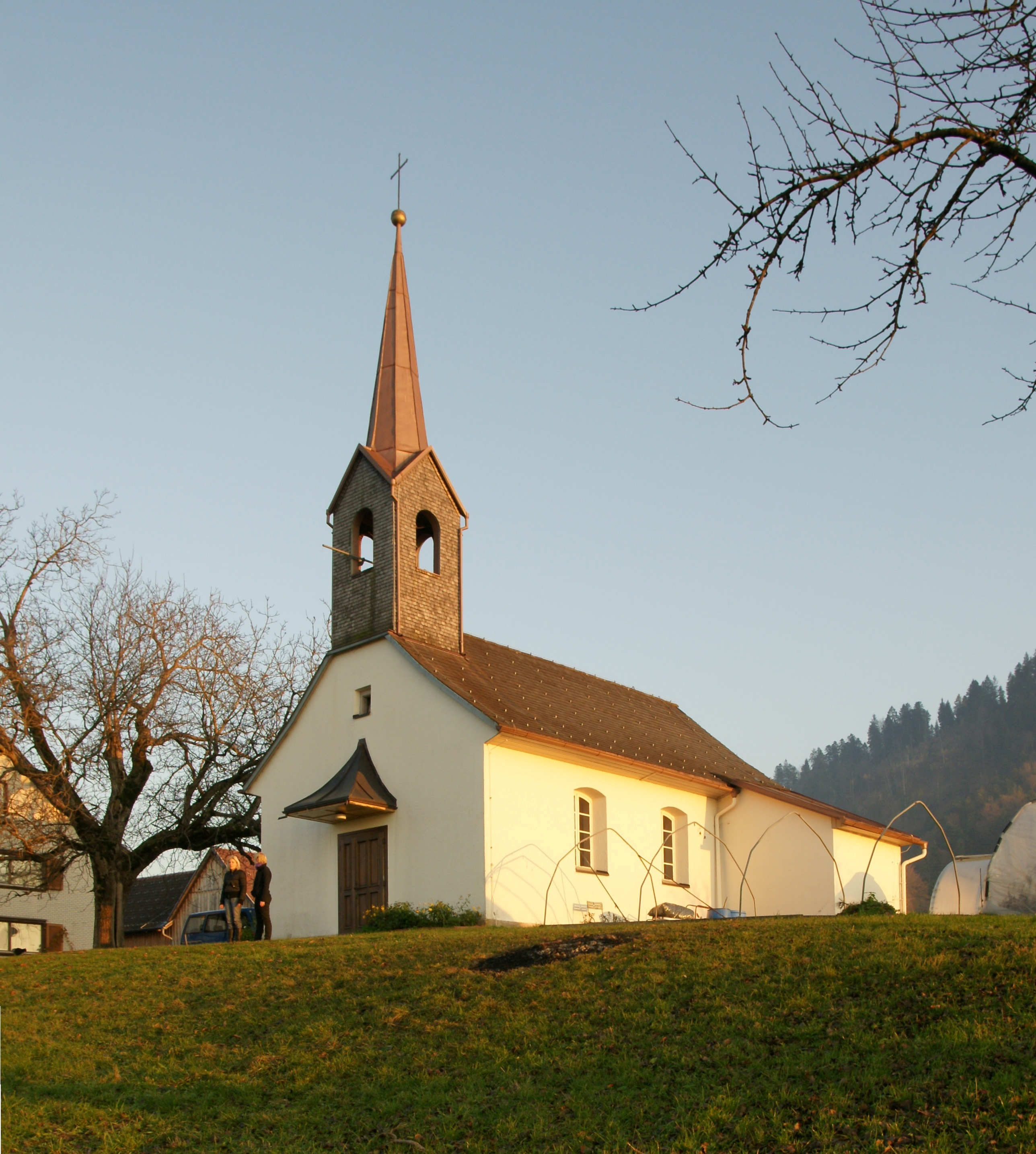
Kapelle Maria Hilf.

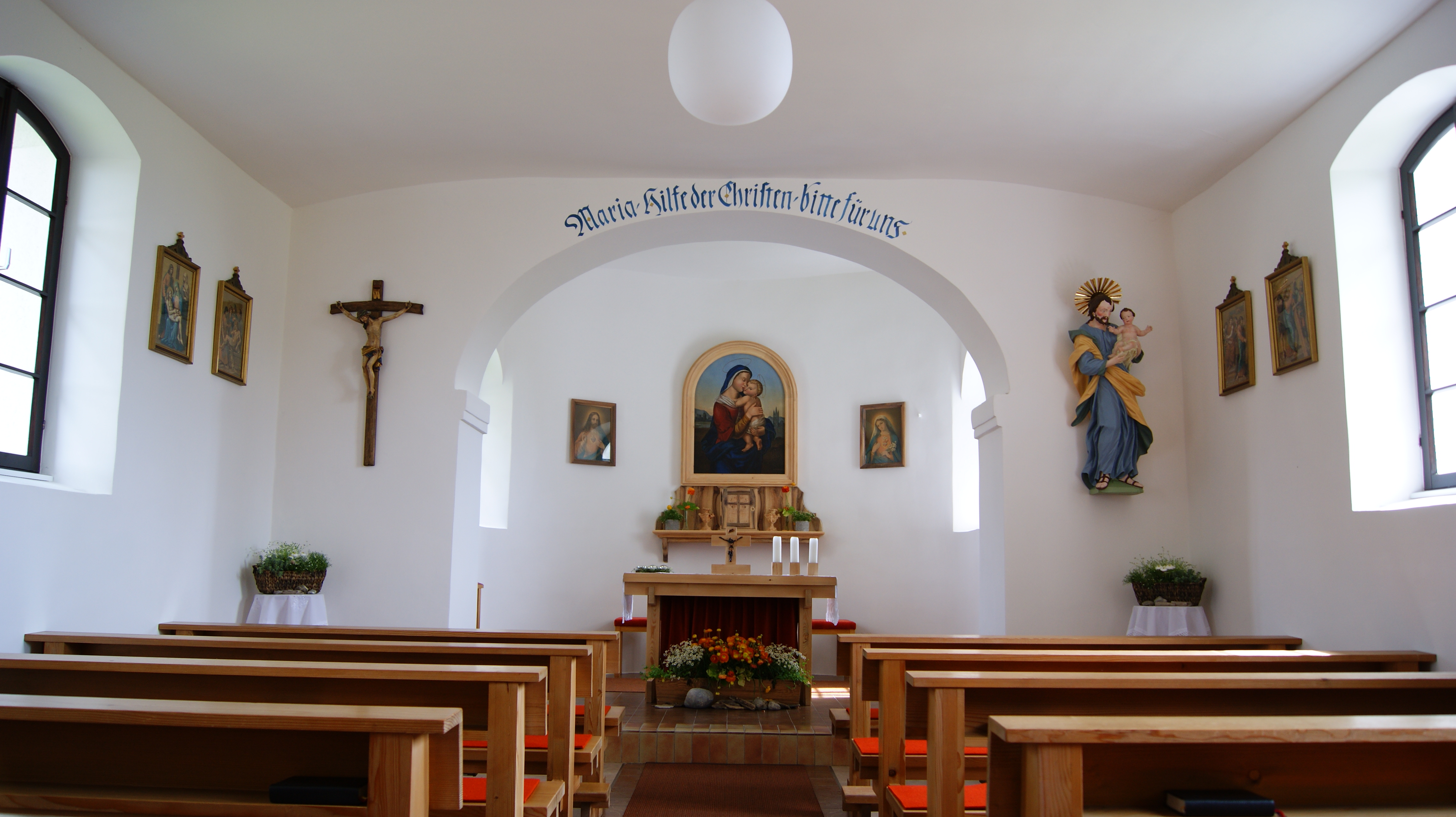
Volksaltar in der Kapelle in Jennen.

Die römisch-katholische Kapelle Maria Hilf steht im Ortsteil Jennen der Gemeinde Dornbirn im Bezirk Dornbirn in Vorarlberg. Sie ist der Gottesmutter geweiht und gehört zur Pfarre Dornbirn-Haselstauden und damit zum Dekanat Dornbirn in der Diözese Feldkirch. Das Bauwerk aus dem Jahr 1857 steht unter Denkmalschutz.

## Geschichte
Die 1857 errichtete Kapelle ersetzte einen kleineren, älteren Vorgängerbau. Initiator für den Bau war Abt Franz Pfanner, der von 1850 bis 1858 in Dornbirn-Haselstauden wirkte. Die Erste Messe wurde am 25. November 1858 gefeiert. 1949 wurde die, zuvor 1942 kriegsbedingt abgelieferte, Glocke (aus dem Jahr 1780) von der Firma Grassmayr in Innsbruck neu gegossen.
1900, 1975 und 2013/2014 wurde die Kapelle renoviert.

## Kirchenbau
Außenbeschreibung
Es handelt sich um einen Bau mit rechteckiger Grundform und Südost/Nordwest-Ausrichtung. Südöstlich (Altar) sind die Außenwände abgerundet. Die einfache Holztüre und der Glockendachreiter auf dem Satteldach mit achteckigem Spitzhelm befinden sich nordwestlich. Auf der Evangelienseite befindet sich eine angebaute Sakristei.
Innenbeschreibung
Der Betraum hat eine Flachdecke sowie eine eingezogene Chorwand. Der rechteckige Altarraum ist ebenfalls flach gedeckt.

## Ausstattung
Die Kapelle ist innen bewusst einfach gestaltet und  die zuvor bestandenen Seitenaltäre waren bei der Renovierung 1975 entfernt sowie der Hochaltar durch einen Volksaltar ersetzt worden. Das Altarblatt zeigt die Halbfigur der hl. Maria mit dem Kind. Dies ist eine freie Kopie nach Raffael, die von Luise Rick gemalt wurde, bevor sie nach Walzenhausen in das Kloster eintrat. Wo sich früher der rechte Seitenaltar befand, steht jetzt eine barocke Josefsstatue.

## Kostentragung
Die Kosten für die Errichtung und Erhaltung tragen grundsätzlich die umliegenden Parzellen und Rotten.